# سبيدر ويلهلم
سبيدر ويلهلم (بالإنجليزية: Spider Wilhelm)‏ هو لاعب كرة قاعدة أمريكي، ولد في 23 مايو 1929 في بالتيمور في الولايات المتحدة، وتوفي في 20 أكتوبر 1992 في فينيس، فلوريدا في الولايات المتحدة.

## وصلات خارجية
- سبيدر ويلهلم على موقعبيزبول رفرنس.كوم (الدوري الرئيسي) (الإنجليزية)